# Aphrophila vittipennis
Aphrophila vittipennis är en tvåvingeart som beskrevs av Alexander 1925. Aphrophila vittipennis ingår i släktet Aphrophila och familjen småharkrankar. Inga underarter finns listade i Catalogue of Life.